# Gymnomma diaphnoides
Gymnomma diaphnoides là một loài ruồi trong họ Tachinidae.